# Thomas Walter Scott
Thomas Walter Scott (ur. 27 października 1867, zm. 23 marca 1938) – dziennikarz i polityk kanadyjski działający w końcu XIX I pierwszej połowie XX wieku związany z Terytoriami Północno-Zachodnimi i powołania prowincja Saskatchewan.
Scott rozwinął swoją pasję do polityki jako dziennikarz. Najpierw w latach 1892–1893 pisząc komentarze polityczne do wychodzącego w Reginie Standard, a w 1894 do 1900 we własnych pismach Times w Mose Jaw i Leader w Reginie. Stałe poparcie dla liberałów wyrażane na łamach redagowanych przez niego pism, zaprowadziło go w ich szeregi. W 1900 został wybrany deputowanym do Izby Gmin Parlamentu Kanady z okręgu obejmującego zachodnią część Dystrykty Assiniboia. Zasiadając w parlamencie prowadził bardzo aktywną działalność na rzecz utworzenia nowych prowincji w zachodniej Kanadzie. Gdy w 1905 utworzono prowincje Alberta i Saskatchewan, został mianowany premierem tymczasowego rządu Saskatchewan, ubiegając w tym swego największego rywala Fredericka Haultain. Szybko zdobywając wielką popularność, wysunął się na lidera liberałów i pozostał premierem Saskatchewan do roku 1916, gdy problemy zdrowotne zmusiły go do wycofania się z aktywnego życia politycznego.